# 21 Batalion Łączności Wojsk Obrony Wewnętrznej
21 batalion łączności Wojsk Obrony Wewnętrznej (21 bł WOWew) – samodzielny pododdział  łączności ludowego Wojska Polskiego.
Batalion został sformowany w Białymstoku na podstawie zarządzenia szefa Sztabu Generalnego Wojska Polskiego Nr 0170/Org. z dnia 22 grudnia 1966.
W dniu 1 stycznia 1975 roku na ewidencji batalionu pozostawało 290 żołnierzy, czyli 75% stanu etatowego.
Na podstawie zarządzenia szefa Sztabu Generalnego Wojska Polskiego Nr 044/Org. z dnia 14 lipca 1976 batalion został rozformowany. Kadra zawodowa i sprzęt jednostki został wykorzystany w procesie organizacji 2 pułku łączności WOWew w Białymstoku.